# وجدان ميخائيل
وجدان ميخائيل سليم ولدت في 26 ديسمبر 1962، سياسية عراقية من أصول كلدانية، ولدت وعاشت في بغداد، أكملت دراستها في العراق حاصلة على شهادة البكالوريوس في الهندسة المدنية من كلية الهندسة في جامعة بغداد عام 1984.
- دكتوراة في القانون، عدالة مكافحة التمرد - إدارة العمليات من جامعة كامب ليبرتي، بغداد - العراق.[محل شك]

ترشحت في ائتلاف مع إياد علاوي، ثم صارت حليفة لنوري المالكي.

## سيرتها العملية
شغلت وجدان سليم مناصب عديدة أهمها:
عملت بمنصب مخطط حضري في دائرة التخطيط الرئيسي في أمانة بغداد للفترة من عام 1984 إلى 1996، ثم ترقت إلى منصب نائب المدير العام في قسم التصميم - المخطط الحضري للفترة منذ عام 1996 إلى 2004.[محل شك]
شغلت منصب عضوة في الجمعية الوطنية الانتقالية المؤقتة عامي 2004 و2005، وكانت عضوة في لجنة العلاقات الخارجية في الجمعية. ثم عضوة في الجمعية الوطنية العراقية للفترة 2005-2006.
ثم شغلت منصب وزيرة حقوق الإنسان في حكومة نوري المالكي الأولى.
عملت لاحقا مستشارة في مكتب رئيس الوزراء العراقي نوري المالكي في حكومته الثانية.
تشغل منصب عضو في اللجنة الاستشارية في مكتب رئيس الوزراء منذ عام 2013 وحتى الآن.
يذكر أنها شغلت منصب عضو في مجلس محافظة الكرك للفترة 2003-2004.[محل شك]
تركت وظيفتها للفترة (1997 - 2003) لكنها عادت ثانيا لقسم التخطيط المدني في أمانة بغداد للفترة 2003 - 2004.

## الجوائز والتكريمات
كانت وجدان سليم انسانه طموحه ومهمه في المجتمع صاحبه تجارب عديدة، حصلت على الكثير من الجوائز والتكريمات مثل:
- (Golden Apple "Premio Bellisario"2010) جائزة دولية للجدارة الاستثنائية تمنح للنساء اللواتي شاركن في الدفاع عن حقوق الإنسان والسلام والتضامن والحرية وتعزيزها.
- جائزة مؤسسة الحرمين للسلام والمصالحة - المملكة المتحدة - (2010)
- مرشح لجائزة وزيرة الخارجية الأمريكية الدولية للنساء الشجاعات لعام 2009
- مرشح لجائزة الأمم المتحدة في مجال حقوق الإنسان 2008
- عضو مجموعة تمكين حول العالم
- رئيس مجلس حقوق الإنسان والمجتمع المدني (منظمة غير حكومية)
- عضو المركز القومي لحرية التعبير (منظمة غير حكومية)
- رئيس اللجنة الوطنية العراقية للمفقودين (2006-2010)
- رئيس اللجنة الوطنية العراقية التي تدرس اتفاقية الأمم المتحدة لمناهضة التعذيب (CATERP) (2008-2011)
- رئيس اللجنة الخاصة لكتابة الخطة الوطنية العراقية لحقوق الإنسان (2008-2011)
- رئيس لجنة لكتابة التقارير الدورية المتعلقة بالعضوية العراقية في الاتفاقيات كجزء من (العهد الدولي الخاص بالحقوق المدنية والسياسية والعهد الدولي الخاص بالحقوق الاقتصادية والاجتماعية والثقافية واتفاقية حقوق الطفل والمركز الدولي للقضاء على جميع أشكال التمييز العنصري واتفاقية القضاء على جميع أشكال التمييز ضد المرأة)
- عضو لجنة سيادة القانون (مراجعة الوضع القانوني والإنساني للسجناء والمحتجزين ومراجعة الآليات والتشريعات التي تعالجها) 2006-2011.
- إنشاء أول مؤسسة حكومية لحقوق الإنسان في العراق (2008).

### مجالها الهندسي
أما ما حصدته في المجال الهندسي:
- عضو في العديد من الدراسات لتطوير مدينة بغداد، بما في ذلك: واجهة النهر وعلم الآثار وقانون التراث وقوانين البناء ودراسات الأراضي.
- عضو اللجنة الهندسية للموافقة على تصاميم المباني في بغداد (1995)
- عضو اللجنة الخاصة لدراسة المباني والأراضي داخل محظورات مترو بغداد (1990)
- عضو لجنة تطوير مدينة صدام (مدينة الصدر الآن) (1986)
- تقييم تجربة تغيير المناطق المفتوحة إلى دور الحضانة في بغداد.
- عضو لجنة الموافقة على البناء في بغداد (1995-1997)
- خبير تقني في المحاكم العراقية للقضايا المتعلقة ببناء القوانين.

## الطروحات والدراسات
من أهم الدراسات التي طرحتها وجدان سليم في مجالات مختلفة:
- واقع نظام إدارة النفايات في العراق (2013)
- الإصلاح التشريعي والمؤسسي لمنح تراخيص البناء للمباني التجارية والصناعية في بغداد.
- تطوير واجهة النهر في شارع أبو نؤاس (1989).
- المواقع الصناعية في بغداد (1992)
- مشروع قانون الآثار وقانون التراث (أيضا آثاره على مدينة بغداد) (1990)
- ارتفاع البناء في الشوارع والمراكز التجارية في بغداد (2004 )
- تغيير استخدام أرض (معسكر الرشيد، مطار المثنى) إلى المناطق السكنية (2004)
- تغيير استخدام الأرض داخل الحزام الأخضر لمدينة بغداد.

## النشاطات والتدريبات
من أهم الدورات والنشاطات التدريب والدورات التي شاركت بها:
- جولة دراسية حول الفدرالية / كندا وسويسرا برعاية: منتدى الاتحاد والحكومة السويسرية والمعهد الديمقراطي الوطني للمعهد الديمقراطي الوطني. (فبراير 2006)
- التدريب على النظم الدستورية الفيدرالية / اللامركزية من خلال خبراء من الولايات المتحدة وألمانيا وإيطاليا وماليزيا ومصر، برعاية  المعهد الدولي للدراسات العليا في العلوم الجنائية (سيراكوزا، إيطاليا). معهد القانون الدولي لحقوق الإنسان، كلية الحقوق بجامعة ديبول (شيكاغو، إلينوي، الولايات المتحدة الأمريكية) / سيراكوزا، إيطاليا (12-22 نوفمبر / تشرين الثاني 2005)
- ورشة العمل (برلمانات النساء العراقيات والدستور منخفض) الأردن (2005). (صندوق الأمم المتحدة الإنمائي للمرأة)
- تدريب حول الفيدرالية / العراق (2005)
- التدريب على حقوق المرأة في الولايات المتحدة الأمريكية برعاية وزارة الخارجية (26 فبراير - 15 مارس 2005)
- التدريب في وسائل الإعلام (المتحدث الرسمي) في الولايات المتحدة الأمريكية (10 أكتوبر - 17 نوفمبر 2004)
- التدريب في مركز المؤتمرات الإعلامية / العراق (2003)
- دورة النقل الحضري / العراق (2004)
- مؤتمر (أبناء إبراهيم) فرنسا (2004)
- دورة في التخطيط البيئي في المملكة المتحدة (1989)
- دورة في التخطيط الإقليمي والحضري (1986)
- دورة في محاكاة الألعاب في التخطيط الحضري (1986 )
- دورة إعداد المخطط الرئيسي وتنفيذ الخطط الرئيسية للمدن (1985)

## المنظمات غير الحكومية
من أهم أدوارها في المنظمات غير الحكومية:
1. رئيس جامعة بغداد (منظمة غير حكومية)
2. رئيس لجنة حقوق الإنسان والمجتمع المدني غير الحكومية